# Districtul Garmisch-Partenkirchen
Districtul Garmisch-Partenkirchen este un district rural (în germană Landkreis) în regiunea administrativă Bavaria Superioară, landul Bavaria, Germania.

## Orașe și comune
| comune (târg) 1. Garmisch-Partenkirchen (26.249) 2. Mittenwald (7.912) 3. Murnau a.Staffelsee (12.086) | comune 1. Bad Bayersoien (1.194) 2. Bad Kohlgrub (2.420) 3. Eschenlohe (1.633) 4. Ettal (813) 5. Farchant (3.717) 6. Grainau (3.672) 7. Großweil (1.433) 8. Krün (1.986) 9. Oberammergau (5.364) 10. Oberau (3.108) 11. Ohlstadt (3.298) 12. Riegsee (1.145) 13. Saulgrub (1.687) 14. Schwaigen (625) 15. Seehausen a.Staffelsee (2.338) 16. Spatzenhausen (788) 17. Uffing a.Staffelsee (3.023) 18. Unterammergau (1.449) 19. Wallgau (1.429) |